# Ngebad
Ngebad est une île de l'État de Peleliu aux Palaos.

## Toponymie
L'île est également appelée : Ngabad Island, Ngabad et Guapatsu-tō.

## Géographie
L'altitude maximale de l'île est de 26 mètres. L'île mesure 0,6 km du nord au sud et 1,3 km d'est en ouest.

## Sources
- (ceb) Cet article est partiellement ou en totalité issu de l’article de Wikipédia en cebuano intitulé « Ngebad » (voir la liste des auteurs).